# Кудіш Тамара Григорівна
Тамара Григорівна Кудіш (13 січня 1948, Петриківка) — українська художниця, майстриня петриківського розпису, член Спілки художників України (1972). 
Петриківського розпису почала навчатися у матері, Зої Кудіш. Закінчила Петриківську дитячу художню школу у 1963 році, де її вчителем був відомий художник Федір Панко. У 1991 році переїхала у Челябінську область.